# Krakov
Krakov (poljsko Kraków, nemško Krakau, latinsko Cracovia) je eno najstarejših, drugo največje in z več vidikov tudi drugo najpomembnejše mesto na Poljskem ter glavno mesto Malopoljskega vojvodstva. Leži na jugu Poljske, 350 kilometrov južno od poljskega glavnega mesta Varšave ob reki Visli, nastal pa je okoli gradu Vavel. Do leta 1596 je bilo glavno mesto Poljske, nato pa je kralj Sigismund III. zaradi boljše geografske lege takratne Poljsko-Litovske federacije sedež glavnega mesta prestavil iz Krakova v Varšavo. Samo mesto ima okoli 800.000 prebivalcev, v metropolitanskem območju pa živi skoraj milijon in pol ljudi.
Po invaziji na Poljsko ob začetku druge svetovne vojne je Krakov postal sedež splošne nemške vlade. Judovska populacija je bila primorana v selitev v Krakovski geto - Kazimierz, od kjer so jih pošiljali v koncentracijska taborišča, kot je Auschwitz, ali v delovna taborišča (Plašov).
Leta 1978 je bil Krakovski nadškof, Karol Wojtyła, izvoljen za papeža rimskokatoliške cerkve. Bil je prvi neitalijanski papež v 455-ih letih in prvi slovanski papež. Leta 1978 je bil Krakov vpisan na Unescov seznam svetovne dediščine, in to celotno staro mestno jedro. Krakov se po mnogih seznamih navaja kot eno najlepših mest v Evropi. Svojo bogato kulturno dediščino razkazuje čez obdobja od gotike, renesanse in baroka. Mestna arhitektura vključuje stolnico in grad Vavel, Baziliko svete Marije in največji srednjeveški trg v Evropi. Tukaj je sedež Jagelonske univerze (ustanovljene 1364), ene najstarejših univerz na svetu, ki ima tradicijo najuglednejše visokošolske ustanove na Poljskem, poleg nje je v mestu še 10 javnih (mdr. papeška univerza Janeza Pavla II.) in 13 zasebnih visokošolskih zavodov, pa tudi Poljska akademija znanosti in umetnosti (Polska Akademia Umiejętności, PAU), ki deluje od leta 1872 (s prekinitvijo v obdobju 1958-89).

## Zgodovina
Zgodovina Krakova se začne z dokazi o naselju iz kamene dobe na sedanjem mestu hriba Vavel. Legenda krakovsko ustanovitev pripisuje mitskemu vladarju Krakusu, ki ga je zgradil nad jamo, ki jo je zasedel Vavelski zmaj. Krakus je zaslužen tudi za gradnjo gradu Vavel in ubijanje zmaja tako, da ga je nahranil z mrtvo ovco, polno žvepla. Slednjo je zmaj požrl in poginil. Čevljar je postal princ Krakus in kasneje kralj. Prva zabeležena omemba Krakusa, ki se je takrat pisal Grakch, je v Chronica seu originale regum et principum Poloniae iz leta 1190.
Prvi pisni zapis o imenu mesta sega v leto 965, ko je bil Krakov opisan kot opazno trgovsko središče, ki ga je najprej nadzorovala Moravska (876–879), vendar ga je češki vojvoda Boleslav I. zajel leta 955. Prvi priznani poljski vladar Mješko I. je Krakov odvzel Češki in ga proti koncu vladavine vključil v posesti rodbine Pjast.
Leta 1038 je Krakov postal sedež poljske vlade. Do konca 10. stoletja je bilo mesto vodilno trgovsko središče. Zgrajene so bile opečne zgradbe, vključno z kraljevim gradom Vavel s sv. Feliksom in Adauktom Rotundo, romanskimi cerkvami, kot je sv. Vojteh, Vavelska stolnica in bazilika (Kościół Mariacki). Mesto je bilo opustošeno in požgano med invazijo Mongolov leta 1241.  Obnovljeno je bilo praktično enako, na podlagi novega lokacijskega načrta, ki ga je leta 1257 vključil visoki vojvoda Boleslav V. Sramežljivi. Ta je po zgledu Vroclava uvedel mestne pravice po vzoru Magdeburškega zakona, ki omogočajo davčne ugodnosti in nove trgovinske privilegije za državljane. Leta 1259 so mesto spet opustošili Mongoli. Tretji napad leta 1287 je bil delno odbit zaradi novozgrajenih utrdb. Leta 1335 je poljski kralj Kazimir III. (v poljščini Kazimierz III Wielki) razglasil dve zahodni predmestji za novo mesto, poimenovano po njem, Kazimierz (latinsko Casimiria). Obrambni zidovi so bili postavljeni okoli osrednjega odseka Kazimierza leta 1362, parcela pa je bila namenjena avguštinskemu redu ob Skalki, majhnemu skalnemu pomolu, na katerem je samostan.
Mesto se je uveljavilo leta 1364, ko je Kazimir III. Poljski ustanovil univerzo v Krakovu, drugo najstarejšo univerzo v srednji Evropi po Karlovi univerzi v Pragi. Kralj Kazimir je začel delati tudi kampus za akademijo v Kazimierzu, vendar je umrl leta 1370 in kampus ni bil nikoli dokončan. Mesto je še naprej raslo pod skupno litovsko-poljsko rodbino Jageloncev. Kot glavno mesto Kraljevine Poljske in član Hanzeatske zveze je mesto privabljalo številne obrtnike iz tujine , podjetja in cehe, ko so znanost in umetnost začele cveteti. Kraljeva pisarna in univerza sta zagotovili prvi razcvet poljske literarne kulture v mestu.

### Zlata doba Krakova
15. in 16. stoletje sta bila znana kot poljski Złoty Wiek ali zlata doba. Nastalo je veliko del poljske renesančne umetnosti in arhitekture, vključno s starodavnimi sinagogami v krakovski judovski četrti, v severovzhodnem delu Kazimierza, kot je Stara sinagoga. V času vladavine Kazimirja IV. so v Krakov prihajali delat in živet različni umetniki, Johann Haller pa je v mestu ustanovil tiskarno, potem ko je Kasper Straube leta 1473 natisnil prvo delo, natisnjeno na Poljskem, Calendarium Cracoviense.
Leta 1520 je najznamenitejši cerkveni zvon na Poljskem, imenovan Zygmunt po Sigismundu I. Poljskem, ulil Hans Behem. V tistem času je bil Hans Dürer, mlajši brat umetnika in misleca Albrechta Dürerja, Sigismundov dvorni slikar. Hans von Kulmbach je naredil oltarne slike za več cerkva. Leta 1553 je okrožni svet Kazimierza judovskemu kahalu podelil dovoljenje za pravico gradnje lastnega notranjega obzidja čez zahodni del že obstoječih obrambnih zidov. Obzidje je bilo leta 1608 ponovno razširjeno zaradi rasti skupnosti in dotoka Judov s Češkega. Leta 1572 je kralj Sigismund II., zadnji od Jageloncev, umrl brez otrok. Poljski prestol je v hitrem zaporedju prešel na Henrika III. Francoskega, nato pa na druge vladarje s sedežem v tujini, kar je povzročilo upad pomena mesta, ki ga je poslabšalo plenjenje med švedsko invazijo in izbruh bubonske kuge, zaradi česar je umrlo 20.000 prebivalcev mesta. Leta 1596 je Sigismund III. iz rodbine Vasa preselil upravno prestolnico Poljsko-litovske države iz Krakova v Varšavo.

### 19. stoletje
Poljsko-litovska skupnost je bila v 18. stoletju že oslabljena, do sredine 1790-ih pa so jo dvakrat razdelile njene sosede: Rusija, Habsburžani in Prusija.  Leta 1791 je avstrijski in sveti rimski cesar Jožef II. spremenil status Kazimierza kot samostojnega mesta in ga spremenil v okrožje Krakov. Bogatejše judovske družine so se začele odseljevati. Vendar je bila večina judovskih družin zaradi prepovedi potovanja v soboto razmeroma blizu zgodovinskih sinagog. Leta 1794 je Tadeusz Kościuszko na glavnem mestnem trgu sprožil neuspešno vstajo, ki je kljub njegovi zmagoviti bitki pri Racławicah proti številčno boljši ruski vojski privedla do tretje in zadnje delitve Poljske. Leta 1809 je Napoleon Bonaparte zajel nekdanja poljska ozemlja iz Avstrije in mesto postavil v del vojvodine Varšave. Po Napoleonovem porazu je dunajski kongres leta 1815 obnovil predvojne meje, ustvaril pa je tudi delno neodvisno Svobodno mesto Krakov. Vstaja leta 1846 ni uspela, zaradi česar je Avstrija mesto priključila velikemu vojvodstvu Krakov (poljsko Wielkie Księstwo Krakowskie, nemško Großherzogtum Krakau).
Leta 1866 je Avstrija podelila določeno avtonomijo Galiciji po lastnem porazu v avstro-pruski vojni. Politično svobodnejši Krakov je postal poljski nacionalni simbol in središče kulture in umetnosti, ki ga pogosto imenujejo 'poljske Atene' (Polskie Ateny). Številni vodilni poljski umetniki tega obdobja so prebivali v Krakovu, med njimi sta slikar Jan Matejko, ki je pokopan na pokopališču Rakowicki, in ustanovitelj moderne poljske drame Stanisław Wyspiański. Ob koncu stoletja se je Krakov razvil v sodobno metropolo; tekoča voda in električni tramvaji so bili uvedeni leta 1901, med letoma 1910 in 1915 pa so bili Krakov in okoliške primestne skupnosti postopoma združeni v enotno upravno enoto, imenovano Veliki Krakov (Wielki Kraków).
Ob izbruhu prve svetovne vojne 3. avgusta 1914 je Józef Piłsudski ustanovil majhno vojaško enoto Pierwsza Kompania Kadrowa. To je bila predhodnica poljskih legij, ki se je iz Krakova odpravila v boj za osvoboditev Poljske. Ruske čete so mesto novembra 1914 na kratko oblegale. Avstrijska vladavina v Krakovu se je končala leta 1918, ko je oblast prevzel poljski likvidacijski odbor.

### 20. stoletje do danes
Z nastankom Druge poljske republike je Krakov ponovno prevzel vlogo velikega akademskega in kulturnega središča z ustanovitvijo novih univerz, kot sta Univerza za znanost in tehnologijo AGH in Akademija za likovno umetnost Jan Matejko, vključno s številnimi novimi in bistvenimi poklicnimi šolami. Postal je pomembno kulturno središče za poljske Jude, vključno s sionistično in bundistično skupino. Krakov je bil tudi vplivno središče judovskega duhovnega življenja z vsemi svojimi manifestacijami verskega obreda od ortodoksnega do hasidskega in reformnega judaizma, ki je cvetel vzporedno.
Po invaziji nacistične Nemčije na Poljsko septembra 1939 je mesto Krakov postalo del generalne vlade, ločene upravne regije Tretjega rajha. 26. oktobra 1939 je nacistični režim zgradil Distrikt Krakau, eno od štirih okrožij države. Istega dne je mesto Krakov postalo tudi glavno mesto uprave. Generalni vladi je vladal Hans Frank, ki je imel sedež v gradu Vavel. Nacisti so si zamislili, da bi Krakov spremenili v popolnoma ponemčeno mesto; po odstranitvi vseh Judov in Poljakov, preimenovanju lokacij in ulic v nemški jezik ter sponzoriranju propagande, ki ga je poskušala prikazati kot zgodovinsko nemško mesto. 28. novembra 1939 je Hans Frank ustanovil Judenräte (judovske svete), ki naj bi jih vodili judovski državljani za izvajanje ukazov nacistov. Ti ukazi so vključevali registracijo vseh Judov, ki so živeli na tem območju, pobiranje davkov in skupine prisilnega dela.
Na predvečer vojne je v Krakovu prebivalo približno 56.000 Judov, skoraj četrtina od približno 250.000 prebivalcev. Do novembra 1939 se je judovsko prebivalstvo Krakova povečalo na približno 70.000. Po nemški statistiki iz leta 1940 je v celotnem okrožju Krakov živelo več kot 200.000 Judov, kar je preseglo pet odstotkov celotnega prebivalstva v okrožju. Te statistike pa so verjetno podcenjene.
Med operacijo, imenovano Sonderaktion Krakau, je bilo aretiranih več kot 180 univerzitetnih profesorjev in akademikov, ki so bili poslani v koncentracijska taborišča Sachsenhausen in Dachau, čeprav so preživele pozneje izpustili na zahtevo uglednih Italijanov.
Pred ustanovitvijo getov, kar se je začelo v okrožju decembra 1939, so Jude spodbujali, naj pobegnejo iz mesta. Za tiste, ki so ostali, so se nemške oblasti marca 1941 odločile, da jih dodelijo v takrat primestno sosesko, okrožje Podgórze, ki je postal krakovski geto, v katerem je veliko Judov umrlo zaradi bolezni ali lakote. Sprva je bila večina getov odprtih in Judom je bilo dovoljeno prosto vstopati in izstopati. Sčasoma so bili geti na splošno zaprti in varovanje je postalo strožje. Jeseni 1941 so SS razvili politiko iztrebljanja z delom, ki je še poslabšala že tako klavrno judovsko stanje. Prebivalci getov so bili kasneje pobiti ali poslani v nemška taborišča, vključno z Bełżecem in Auschwitzom, ter v koncentracijsko taborišče Krakov-Plaszov. Največje deportacije v okrožju so se dogajale od junija do septembra 1942. Deportacija krakovskega geta se je zgodila v prvem tednu junija 1942, marca 1943 pa je bil geto dokončno likvidiran.
Filmski režiser Roman Polanski, je preživel krakovski geto. Oskar Schindler je iz geta izbral zaposlene, da so delali v njegovi tovarni emajlirane posode, Deutsche Emailwaren Fabrik (na kratko Emailwaren) in jih reševal iz taborišč. Podobno so bili mnogi moški, ki so bili sposobni za fizično delo, rešeni pred deportacijami v uničevalna taborišča in namesto tega nameščeni v delovna taborišča po vsej državi. Septembra 1943 so bili iz krakovskega geta izgnani še zadnji Judje. Čeprav so oblasti mesto izropale, je Krakov ob koncu druge svetovne vojne ostal razmeroma nepoškodovan, ohranjena je bila večina zgodovinske in arhitekturne zapuščine mesta. Sovjetske sile so v mesto vstopile 18. januarja 1945 in začele aretirati Poljake, zveste poljski vladi v izgnanstvu ali tiste, ki so služili v domobranski vojski. 
Po vojni je bila pod Poljsko ljudsko republiko krakovska intelektualna in akademska skupnost pod popolnim političnim nadzorom. Univerze so bile kmalu prikrajšane za tiskarske pravice in avtonomijo.  Stalinistična vlada je odredila gradnjo največje jeklarne v državi v novonastalem predmestju Nowa Huta. Ustvarjanje orjaške jeklarne Lenin (zdaj Železarna Sendzimir v lasti Mittala) je zapečatilo preobrazbo Krakova iz univerzitetnega mesta v industrijsko središče. Nov delavski razred, ki ga je nanesla industrializacija Krakova, je prispeval k hitri rasti prebivalstva.
V prizadevanju, ki je trajalo dve desetletji, je krakovski nadškof Karol Wojtyła uspešno lobiral za dovoljenje za gradnjo prvih cerkva v novo industrijskih predmestjih. Leta 1978 je bil kardinal Wojtyła izvoljen za papeža kot papež Janez Pavel II., prvi neitalijanski papež po 455 letih. Istega leta je UNESCO na prošnjo lokalnih oblasti uvrstil staro mestno jedro Krakova na seznam svetovne dediščine.

## Geografija
Krakov leži v južnem delu Poljske, ob reki Visli, v dolini ob vznožju Karpatov, na nadmorski višini 219 m; na polovici poti med Krakovsko-čenstohovsko Juro (poljsko Jura Krakowsko-Częstochowska) na severu in Tatrami 100 km na jugu, kar predstavlja naravno mejo s Slovaško in Češko; 230 km zahodno od meje z Ukrajino.
V Krakovu je pet naravnih rezervatov s skupno površino približno 48,6 hektarja. Ta območja so zaradi svoje ekološke vrednosti zakonsko zaščitena. Zahodni del mesta vzdolž severne in severozahodne strani meji na območje mednarodnega pomena, znano kot Jursko zatočišče Bielany-Tyniec. Glavni motivi za zaščito tega območja so rastlinske in živalske vrste ter geomorfološke značilnosti in krajina območja. Drugi del mesta se nahaja znotraj ekološkega 'koridorja' doline reke Visle. Ta koridor je ocenjen kot mednarodno pomemben del vseevropskega ekološkega omrežja. Središče mesta leži na levem (severnem) bregu reke.
Po mnenju Köppnove podnebne klasifikacije ima Krakov vlažno kontinentalno podnebje, ki se lahko opredeli kot oceansko podnebje. Povprečne poletne temperature so od 17° do 22°C, zimske pa od -2 do -0,5°C.

## Znamenitosti
Krakov, ki se je razvijal skozi stoletja, predstavlja številne zgodovinske arhitekturne sloge. Ko se je mesto širilo, so se širili tudi arhitekturni dosežki njegovih graditeljev.
Številni arhitekturni spomeniki v Krakovu so zgrajeni od najstarejšega jedra navzven in so se izognili mnogim uničenjem, ki jih je med vojnami 20. stoletja občutila Poljska, v zgodovinskem vrstnem redu, tako da se sprehodite od središča mesta proti kasnejšim okrožjem. Krakov je eno redkih srednjeveških mest na Poljskem, ki na glavnem trgu nima zgodovinske mestne hiše - Ratusza, ker ni preživela delitve Poljske.
Zgodovinsko središče Krakova, ki vključuje staro mestno jedro, Kazimierz in grad Vavel, je bilo leta 1978 kot prvo tovrstno na seznamu Unescove svetovne dediščine. Stare Miasto je najvidnejši primer starega mestnega jedra v državi. Krakov je bil dolga stoletja poljska kraljeva prestolnica, dokler Sigismund III. Vasa leta 1596 ni preselil dvora v Varšavo. Celotno okrožje deli Kraljeva cesta, pot kronanja, ki so jo prečkali poljski kralji. Pot se začne pri cerkvi sv. Florijana (poljsko Kościół św. Floriana w Krakowie) zunaj severnega boka starega mestnega obzidja v srednjeveškem predmestju Kleparz; prečka Krakovski barbakan (Barbakan), zgrajen leta 1499 in vstopi v Stare Miasto skozi Florjanska vrata (poljsko Brama Floriańska). Vodi po Florjanski ulici skozi Glavni trg in navzgor po Grodzki do Vavla, nekdanjega sedeža poljskih kraljev, s pogledom na reko Vislo. Staro mestno jedro privablja obiskovalce z vsega sveta. Zgodovinsko središče Krakova je eno od 13 krajev na Poljskem, ki so vključeni na Unescov seznam svetovne dediščine. Arhitekturna zasnova okrožja je preživela vse kataklizme v preteklosti in ohranila prvotno obliko, ki izhaja iz srednjeveških časov. V starem mestnem jedru Krakova je približno šest tisoč zgodovinskih krajev in več kot dva milijona umetniških del. Njegova bogata raznolikost dediščinske arhitekture vključuje romanske (npr. Cerkev sv. Andreja v Krakovu), gotske, renesančne in baročne stavbe. Palače, cerkve, gledališča in dvorci v Krakovu ponujajo veliko različnih barv, arhitekturnih detajlov, vitrajev, slik, skulptur in opreme.
Poleg starega mestnega jedra je mestno okrožje Kazimierz še posebej znamenito po številnih renesančnih zgradbah in slikovitih ulicah ter zgodovinski judovski četrti v severovzhodnem delu Kazimierza. Kazimierz je bil ustanovljen v 14. stoletju jugovzhodno od mestnega središča in kmalu postal premožno, dobro poseljeno območje, kjer so gradnje impozantnih posesti postale običajne. Morda najpomembnejša značilnost srednjeveškega Kazimierza je bil edini večji, stalni most (Pons Regalis) čez severni krak Visle. Ta naravna pregrada je nekaj stoletij ločevala Kazimierz od starega mestnega jedra, medtem ko je most povezoval Krakov z rudnikom soli Wieliczka in donosno madžarsko trgovsko potjo. Zadnja zgradba na tej lokaciji (na koncu sodobne ulice Stradom) je bila razstavljena leta 1880, ko je bil severni krak reke zasut z zemljo in skalo, nato pa pozidan.
Do 1930-ih je imel Krakov 120 uradno registriranih sinagog in molitvenih hiš, ki so se širile po starem mestu. Večina judovskega intelektualnega življenja se je preselila v nova središča, kot je Podgórze. To je pripeljalo do ponovnega razvoja in prenove večjega dela mesta Kazimierz ter razvoja novih okrožij v Krakovu. Večina zgodovinskih stavb v osrednjem Kazimierzu je danes ohranjenih v svoji prvotni obliki. Nekatere stare stavbe pa po opustošenju, ki ga je prinesla druga svetovna vojna, niso popravili in so ostale prazne. Najnovejša prizadevanja za obnovo zgodovinskih sosesk so dobila nov zagon okoli leta 1993. Kazimierz je zdaj dobro obiskano območje, saj je polno restavracij, barov, knjigarn in trgovin s spominki.
Ko se je mesto Krakov začelo širiti pod oblastjo Avstro-Ogrske, so se razvili tudi novi arhitekturni slogi. Med ključne zgradbe iz 19. in začetka 20. stoletja v Krakovu spadajo Akademija za likovno umetnost Jan Matejko, direkcija Poljske državne železnice, pa tudi prvotni kompleks železniške postaje v Krakovu Główny in mestna Ekonomska akademija. Prav takrat so se začeli pojavljati tudi prvi krožni bulevarji v Krakovu, v mestu pa je potekal obsežen program, namenjen preoblikovanju starodavne poljske prestolnice v prefinjeno regionalno središče Avstro-Ogrske. Takrat so bile zgrajene nove reprezentativne vladne stavbe in večnadstropne stanovanjske hiše. Veliko urbanističnega načrtovanja zunaj obzidja starega mestnega jedra so opravili poljski arhitekti in inženirji, šolani na Dunaju. Nekateri veliki projekti te dobe vključujejo razvoj novih prostorov Jagelonske univerze in stavbe Collegium Novum zahodno od starega mestnega jedra. Načrtovanje nadaljnjega razvoja mesta se je nadaljevalo do vrnitve poljske neodvisnosti po prvi svetovni vojni. Zgodnji modernistični slog v Krakovu predstavljajo mojstrovine, kot sta Palača umetnosti Franciszeka Mączyńskega in Hiša pod globusom. Arhitektura secesijskega sloga, ki je v Krakov prispela z Dunaja, je postala priljubljena proti koncu delitve Poljske.
Po ponovni osamosvojitvi Poljske je prišlo do velike spremembe v bogastvu Krakova - zdaj drugega najpomembnejšega mesta suverene države. Država je začela pripravljati nove načrte za razvoj mesta in naročila številne reprezentativne stavbe. Prevladujoči slog novih projektov je bil modernizem z različnimi interpretacijami art déco sloga. Pomembne stavbe, zgrajene v slogu poljskega modernizma, vključujejo stavbo Feniks 'LOT' na ulici Basztowa, veleblagovnico Feniks na glavnem trgu in Občinsko hranilnico na trgu Szczepański. Kot posebej dober primer medvojne arhitekture v mestu velja omeniti tudi hišo Józefa Piłsudskega.
Po drugi svetovni vojni se je nova vlada usmerila k sovjetskemu vplivu in stalinističnemu monumentalizmu. Nauk o socialističnem realizmu se je na Poljskem, tako kot v drugih državah ljudskih republik, uveljavljal od 1949 do 1956. Vključeval je vsa področja umetnosti, vendar so bili njegovi najbolj spektakularni dosežki doseženi na področju urbanega oblikovanja. Smernice za ta novi trend so bile zapisane v resoluciji Nacionalnega sveta strankarskih arhitektov iz leta 1949. Arhitektura naj bi postala orožje pri vzpostavljanju novega družbenega reda s strani komunistov. Ideološki vpliv urbanega oblikovanja je bil cenjen bolj kot estetika. Njegov namen je bil izraziti vztrajnost in moč. Ta oblika arhitekture je bila izvedena v novem industrijskem okrožju Nowa Huta s stanovanjskimi bloki, zgrajenimi po stalinističnem načrtu, s ponavljajočimi se dvorišči in širokimi avenijami z drevoredi.
Ker je renesančni slog na splošno veljal za najbolj spoštovanega v stari poljski arhitekturi, so ga uporabljali tudi za povečanje poljskega socialističnega nacionalnega formata. Vendar pa je med vključevanjem načel socialističnega realizma prišlo do kar nekaj odstopanj, ki so jih uvedli komunisti. Eden izmed njih je bil natančnejši odraz sovjetske arhitekture, zaradi česar se je večina del zlila med seboj. Od leta 1953 so bila kritična mnenja v stranki vse pogostejša, doktrina pa je bila opuščena leta 1956, kar pomeni konec stalinizma. Soc-realistično središče Nowa Huta velja za zaslužen spomenik časa. Temu obdobju v povojni arhitekturi je sledila množična gradnja velikih stanovanjskih blokov Panel System, ki so bili večinoma zgrajeni zunaj mestnega središča in tako ne posegajo v lepoto starega mesta. Nekateri primeri novega sloga (npr. Hotel Cracovia), ki je bil pred kratkim vpisan kot spomenik dediščine, so bili zgrajeni v Krakovu v drugi polovici 20. stoletja.
Po revolucijah leta 1989 in rojstvu tretje republike v drugi polovici 20. stoletja so bili dokončani številni novi arhitekturni projekti, med drugim gradnja velikih poslovnih parkov in trgovskih objektov, kot je Galeria Krakowska ali naložbe v infrastrukturo, kot je krakovski hitri tramvaj. Dober primer tega so muzej japonske umetnosti in tehnologije Manggha, ki ga je zasnoval Arata Isozaki, leta 2007 zgrajeni paviljon Wyspiański 2000, ki se uporablja kot večnamenski informacijski in razstavni prostor ali Malopoljski vrt umetnosti (Małopolski Ogród Sztuki), večnamenski razstavni in gledališki kompleks v zgodovinskem starem mestnem jedru.

### Parki
V Krakovu je približno 40 parkov, vključno z več vrtovi in gozdovi. Številni, na primer park Planty, botanični vrt, zoološki vrt, Park Krakowski, park Jordan in park Błonia, so v središču mesta. V okoliških okrožjih so Zakrzówek, gozd Lasek Wolski, park Strzelecki in park Lotników. Parki pokrivajo približno 318,5 hektarjev mesta.
Park Planty je najbolj znan park v Krakovu. Ustanovljen je bil med letoma 1822 in 1830 na mestu starega mestnega obzidja, ki je okoli starega mestnega jedra tvorilo zeleni pas. Sestavljen je iz verige manjših vrtov, oblikovanih v različnih slogih in okrašen s spomeniki. Park ima površino 21 hektarjev in dolžino 4 kilometre, kar tvori slikovito pešpot, priljubljeno pri domačinih.
Jordanov park, ki ga je leta 1889 ustanovil dr. Henryk Jordan (poljski filantrop, zdravnik in pionir športne vzgoje), je bil prvi tovrstni javni park v Evropi. Park, zgrajen na bregovih reke Rudawa, je bil opremljen s tekaškimi in telovadnimi stezami, igrišči, bazenom, amfiteatrom, paviljoni in ribnikom za veslanje čolnov in vodna kolesa. Leži na območju večjega krakovskega parka Błonia. Manj ugledni Park Krakowski je leta 1885 ustanovil Stanisław Rehman, vendar se je zaradi hitrega razvoja nepremičnin od takrat močno zmanjšal. Konec 19. stoletja je bil priljubljena destinacija številnih Krakovčanov. 

## Okolje
V Krakovu je pet naravnih rezervatov s skupno površino 48,6 ha. Manjše zelene cone so del upravnega odbora krajinskih parkov Krakovsko-čenstohovskega višavja, ki se ukvarja z zaščitnimi območji poljske jure. Pod njeno upravo spadajo: Krajinski park Bielany-Tyniec (Park Bielańsko-Tyniecki), Krajinski park Tenczynek (Park Tencziński) in Krajinski park Krakovske doline (Park Krajobrazowy Dolinki Krakowskie) z njihovimi porečji. Vsi naravni rezervati poljske verige jure so zaradi svoje edinstvene flore, favne, geomorfologije in krajine del programa biotopov CORINE. Zahodni del Krakova predstavlja ekološko omrežje Obszar Krakowski, vključno z ekološkim koridorjem reke Visle. Južna pobočja apnenčastih gričev zagotavljajo pogoje za razvoj termofilne vegetacije, travnikov in grmičevja.
Mesto je razporejeno vzdolž razširjenega prečnega preseka doline reke Visle z mrežo pritokov, vključno z njenim desnim pritokom Wilgo, in levimi Rudawa, Białucha, Dłubnia in Sanka. Reke in njihove doline so skupaj z vodnimi telesi nekaj najzanimivejših naravnih čudes Krakova.
Krakov in njegovo okolje, obdano z gorami, trpi najbolj umazan onesnažen zrak v Evropi zaradi smoga, ki ga povzroča kurjenje premoga za ogrevanje, zlasti pozimi. 

## Upravna delitev
Krakov je razdeljen na 18 upravnih okrožij (dzielnica) ali mestnih četrti, od katerih ima vsaka določeno stopnjo avtonomije znotraj svoje občinske vlade. Pred marcem 1991 je bilo mesto razdeljeno na štiri četrti, ki dajejo identiteto Krakovu, To so Nowa Huta in Krowodrza, ki sta bili s širitvijo združeni v mesto Krakov, Podgórze in staro mestno jedro Krakova.
Najstarejše soseske v Krakovu so bile vključene v mesto pred koncem 18. stoletja. Vključujejo staro mestno jedro (Stare Miasto), ki je bilo nekoč znotraj mestnega obrambnega obzidja, zdaj pa ga obdaja park Planty; okrožje Vavel, kjer je kraljevi grad in stolnica; Stradom in Kazimierz z zgodovinsko judovsko četrtjo, ki se je prvotno delila na krščansko in judovsko četrt; kot tudi starodavno mesto Kleparz.
Med pomembnejšimi okrožji, dodanimi v 19. in 20. stoletju, sta Podgórze, ki je bilo do leta 1915 ločeno mesto na južnem bregu Visle in Nowa Huta, vzhodno od središča mesta, zgrajena po drugi svetovni vojni.
Trenutne enote je krakovska mestna hiša uvedla 19. aprila 1995. Okrajem so bile dodeljene rimske številke in ime: Stare Miasto (I), Grzegórzki (II), Prądnik Czerwony (III), Prądnik Biały (IV ), Łobzów (V), Bronowice (VI), Zwierzyniec (VII), Dębniki (VIII), Łagiewniki-Borek Fałęcki (IX), Swoszowice (X), Podgórze Duchackie (XI), Bieżanów-Prokocim (XII), Podgó XIII), Czyżyny (XIV), Mistrzejowice (XV), Bieńczyce (XVI), Wzgórza Krzesławickie (XVII) in Nowa Huta (XVIII).

## Turizem
Najlepše turistične znamenitosti so grad Vavel, glavni trg (pl. Rynek Główny), staro mestno jedro s tržnico, Schindlerjeva tovarna (pl. Fabryka Schindlera) in Collegium Maius (najstarejša zgradba Jagelonske univerze).
Izven centra in predmestja Krakova sta najbolj znana nekdanje koncentracijsko taborišče Auschwitz in rudnik soli Wieliczka.
Leta 2000 je kot prvo poljsko mesto (vzporedno s Prago) postal evropska prestolnica kulture.
Leta 2014 je bil Krakov na lestvici mednarodne ocene za Top city-break destinacijo nagrajen s prvim mestom. Ocene je izvajal British Which.

## Kultura
Krakov je kulturno in turistično središče srednje Evrope. Območji zgodovinskega starega mesta in znamenitega judovskega predela Kazimierz sta bila že leta 1978 vpisana na seznam svetovne kulturne dediščine UNESCO.
V mestu je več gledališč:
- Stary Teatr (staro gledališče)
- Juliusz-Słowacki Teatr (gledališče Juliusza Słowackega)
- Teatr Bagatela (gledališče malenkosti)
- Teatr Ludowy (ljudsko gledališče)
- Teatr Groteska (groteskno gledališče)

## Šport
- Visla Krakov je poljski nogometni klub.
- Cracovia je poljski nogometni klub.

## Železniške povezave
Železnica povezauje mesto z večino poljskih mest. Do Varšave vozi vlak vsako uro. Mednarodne povezave pokrivajo destinacije kot so Berlin, Praga, Bratislava, Dunaj, Budimpešta, Hamburg, Lvov, Kijev in Odesa.

## Znane osebnosti, rojene ali delujoče v Krakovu
- Stanisław I. iz Szczepanowe (okoli 1030 – 1079), krakovski škof in mučenec
- Janez III. Turzo (1437 – 1508), komorski grof, poslovnež
- Veit Stoss (pl. Wit Stwosz) (okolo 1448 – 1533), kipar, grafik in slikar
- Nikolaj Kopernik (1473 – 1543), poljsko-nemški astronom, filozof, humanist in ekonomist
- Georg Trakl (1887 – 1914), avstrijski lirik in ekspresionalistični pesnik
- Oskar Schindler (1908 – 1974), nemški industrialec, ki je rešil pred holokavstom 1200 Judov
- Czesław Miłosz (1911 – 2004), pesnik, pisatelj, akademik, prevajalec, Nobelov nagrajenec za literaturo
- Janez Pavel II. oz. Karol Wojtyła (1920 – 2005), 264. papež, prej krakovski nadškof in kardinal
- Stanisław Lem (1921 – 2006), filozof, znanstvenofantastični pisatelj in futurolog
- Wisława Szymborska (1923 – 2012), pesnica, esejistka, literarna kritičarka, prevajalka nemške in francoske literature, dobitnica Nobelove nagrade za literaturo
- Roman Polanski (* 1933), režiser, scenarist, filmski in gledališki igralec, filmski producent
- Stanisław Dziwisz (* 1939), krakovski kardinal in upokojeni nadškof, prej osebni tajnik Karla Wojtyle oz. papeža Janeza Pavla II.
- Nigel Kennedy (* 1956), britanski violinist.

## Pobratena mesta
Krakov je pobraten ali ohranja tesne odnose s 36 mesti po vsem svetu:
- Batu, vzhodna Java, Indonezija (2000)
- Bordeaux, Francija (1993)
- Bratislava, Slovaška
- Budimpešta, Madžarska (2005)
- Cambridge, Massachusetts, ZDA (1989)
- Curitiba, Brazilija (1993)
- Cusco, Peru
- Edinburgh, Škotska (1995)[31]
- Fes, Maroko (2004)
- Firence, Italija (1992)
- Frankfurt ob Majni, Nemčija (1991)
- Göteborg, Švedska (1990)
- Grozni, Rusija (1997)
- Guadalajara, Mehika[32]
- Innsbruck, Avstrija (1998)
- Kijev, Ukrajina (1993)
- La Serena, Čile (1995)
- Leipzig, Nemčija (1995)
- Leuven, Belgija (1991)
- Lvov, Ukrajina (1995)
- Malang, Indonezija (1997)
- Milano, Italija (2003)
- Nürnberg, Nemčija (1991)
- Orléans, Francija (1992)
- Pécs, Madžarska (1998)
- Quito, Ekvador
- Rochester, New York, ZDA (1973)[33]
- Rim, Italija
- San Francisco, ZDA (2009)
- Sevilja, Španija (2002)
- Solothurn, Švica (1990)
- Split, Hrvaška
- Tbilisi, Gruzija
- Veliko Trnovo, Bolgarija (1975)
- Vilna, Litva
- Zagreb, Hrvaška (1975)